# Anton Ernstberger (Bankier)
Anton „Toni“ Ernstberger (* 20. August 1910 in München; † 19. Dezember 1978 ebenda) war ein deutscher Bankier. Er war von 1962 bis 1976 Vorstandsvorsitzender der Bayerischen Hypotheken- und Wechsel-Bank.

## Leben
Ernstberger, Sohn des städtischen Oberprüfmeisters Adolf Ernstberger, studierte nach seinem Abitur 1929 am Wilhelmsgymnasium München Rechtswissenschaften an der Ludwig-Maximilians-Universität. 1936 wurde er zum Dr. iur. promoviert. Nach dem Referendariat (1932/36) und der Großen juristische Staatsprüfung in München 1936 wurde er Assessor im Bayerischen Staatsministerium des Inneren. 1937 wechselte er als Hausjurist zum Bankhaus Merck Finck & Co in München. Nach Ableistung der Grundausbildung von 1937 bis 1939 war er bis Kriegsende Kriegsteilnehmer, zuletzt als Hauptmann der Reserve.
Nach Ende des Zweiten Weltkriegs war er weiterhin für Merck Finck & Co in München tätig und wurde 1950 deren Generalbevollmächtigter. 1956 wechselte er als Geschäftsführer zum Bankhaus Hardy & Co. in Frankfurt am Main. Ernstberger war von 1958 bis 1960 geschäftsführender Gesellschafter und Inhaber der Privat-Bankhauses August Lenz & Co. und Testamentsvollstrecker der Familie. 1960 trat er in die Geschäftsleitung der Bayerischen Hypotheken- und Wechselbank in München ein, ab 1968 deren Vorstandssprecher. 1976 wurde er Aufsichtsratsvorsitzender der Hypo-Bank.
Ernstberger war 1970 wesentlich involviert in den Kauf der Essener Westfalenbank und des Stuttgarter Privatbank Stuber. Mit dem Kauf der Berliner-Kindl-Schultheiss-Brauerei baute er zusammen mit Löwenbräu in München, Paulaner-Salvator-Thomasbräu-AG, Erste Kulmbacher Actien-Exportbier-Brauerei, Dortmunder Ritter Brauerei und Elbschloss-Brauerei ein Bierimperium durch die Bayerischen Hypotheken- und Wechselbank auf. Die Bank positionierte er als Mitbesitzer von Textilunternehmen (Mechanische Baumwollspinnerei und Weberei Augsburg), Bau-Unternehmen (Heitmann & Littmann in München), von Hypothekenbanken (Württembergische Hypothekenbank Stuttgart), der Porzellanfabrik Rosenthal und der Investmentgesellschaft Allfonds in München. Ein Jahr zuvor kaufte er dem Investor Hermann Krages die Anteile am Papierwerk Waldhof ab und verschmolz diese mit den Aschaffenburger Zellstoffwerken zu Deutschlands größtem Papier-Trust Papierwerke Waldhof-Aschaffenburg.
1968 wurde Anton Ernstberger von Kardinal-Großmeister Eugène Kardinal Tisserant zum Ritter des Ritterordens vom Heiligen Grab zu Jerusalem ernannt und am 8. Juli 1968 in München durch Lorenz Kardinal Jaeger, Großprior der deutschen Statthalterei, in den Päpstlichen Ritterorden investiert.

## Ehrungen und Auszeichnungen
- Ritterschlag zum Ritter vom Heiligen Grabe zu Jerusalem (1968)
- Großes Verdienstkreuz des Verdienstordens der Bundesrepublik Deutschland (1972)
- Bayerischer Verdienstorden
- Ernennung zum Großoffizier des Ritterordens vom Heiligen Grab zu Jerusalem
- Ernennung zum Offizier des Päpstlichen Gregoriusorden
- Ernennung zum schwedischen Generalkonsul